# WTA Finals 2017
Las Finales de la WTA de 2017 fue un torneo femenino de tenis que se disputó en Singapur. Fue la 47.ª edición de la competición en individuales y de la 42.ª edición de la competición en dobles. El torneo se celebró en el Estadio Cubierto de Singapur y participaron las ocho mejores jugadoras de la temporada en el cuadro de individuales y las ocho mejores parejas en el cuadro de dobles. Fue el mayor de los dos campeonatos de fin de temporada de la WTA Tour 2017.

## Torneo

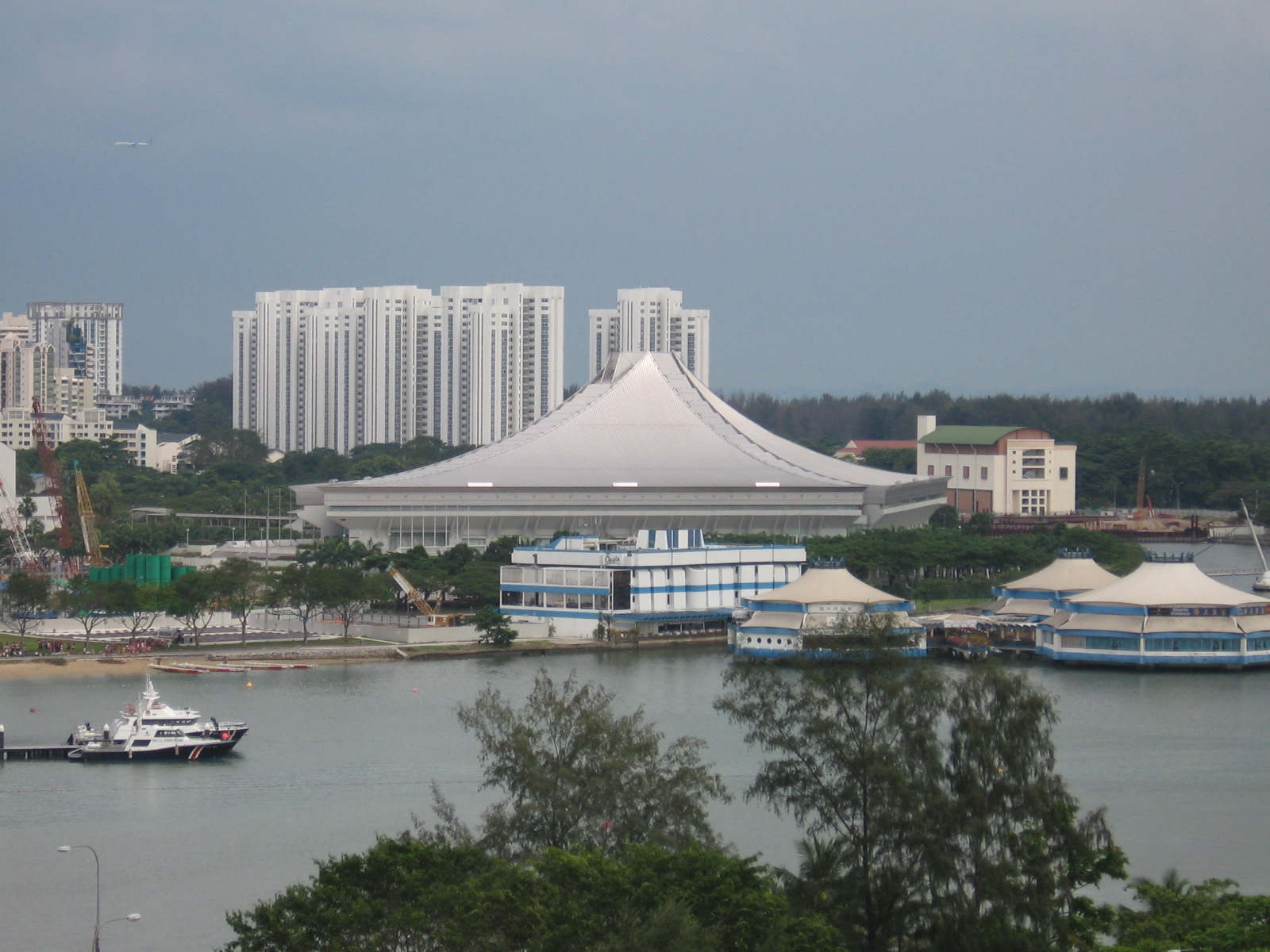
El Estadio cubierto de Singapur albergará por cuarta vez el WTA Tour Championshipsen el 2017.

Las Finales de la WTA 2017 tendrán lugar en el Singapore Indoor Stadium, y es la 47.ª edición del evento. El torneo se llevó a cabo por las Asociación de Tenis de Mujeres (WTA), como parte de la WTA Tour 2017.

### Formato
El evento contó con las ocho mejores jugadoras en individuales el evento consiste en un todos contra todos, divididos en dos grupos de cuatro. Durante los primeros cuatro días de competición, cada jugadora se enfrenta con las otras tres jugadoras en su grupo, las dos primeras de cada grupo avanzan a las semifinales. La jugadora que se haya clasificado la primera en su grupo se enfrenta con la jugadora que se clasifique de segunda en el otro grupo, y viceversa. Las ganadoras de cada semifinal se enfrentan en la final por el campeonato.

#### Desempate en el round-robin
Las posiciones finales en cada grupo, desde la primera hasta la última, quedarán establecidas sobre la base de la siguiente jerarquía de reglas:
1. Mayor número de victorias.
2. Mayor número de partidos jugados.
3. Si 2 jugadoras están empatadas, quedará por delante la vencedora del encuentro disputado entre ambas.
4. Si 3 jugadoras están empatadas:

a) Mayor número de partidos jugados.
b) Mayor porcentaje de sets ganados.
c) Mayor porcentaje de juegos ganados.
Si en aplicación de uno de esos 3 criterios (a, b, c) una de las jugadoras desempatase, se volvería al punto 3 para deshacer el empate entre las 2 restantes.

## Carrera al campeonato

### Individuales
Clasificación actualizada al 21 de octubre de 2017. Aquellas jugadoras en dorado, se encuentran a las finales.
| AUS                                              | FRA                 | WIM     | USO     | INW     | MIA     | MAD     | BEI     | DUB    | ROM     | CAN     | CIN     | WUH     | 1       | 2      | 3      | 4      | 5      | 6      |        |        |      |    |
| 1                                                | Simona Halep        | R128 10 | F 1300  | CF 430  | R128 10 | R32 65  | CF 215  | G 1000 | F 650   | A 0     | F 585   | SF 350  | F 585   | R32 1  | SF 185 | CF 100 | CF 100 | CF 60  | R16 30 |        | 5675 | 17 |
| 2                                                | Garbiñe Muguruza    | CF 430  | R16 240 | G 2000  | R16 240 | CF 215  | R16 120 | R64 10 | R64 10  | R32 1   | SF 350  | CF 190  | G 900   | CF 105 | SF 185 | SF 185 | SF 185 | SF 185 | R16 55 | R16 1  | 5635 | 19 |
| 3                                                | Karolína Plíšková   | CF 430  | SF 780  | R64 70  | CF 430  | SF 390  | SF 390  | R32 65 | R16 120 | R32 1   | R16 105 | CF 190  | SF 350  | CF 190 | G 470  | G 470  | G 470  | CF 100 | CF 100 | R32 1  | 5105 | 19 |
| 4                                                | Elina Svitolina     | R32 130 | CF 430  | R16 240 | R16 240 | R16 120 | R64 10  | R64 10 | CF 215  | G 900   | G 900   | G 900   | R16 105 | A 0    | G 280  | SF 185 | G 280  | R16 55 | R16 30 | R16 30 | 5000 | 18 |
| 5                                                | Venus Williams      | F 1300  | R16 240 | F 1300  | SF 780  | CF 215  | SF 390  | A 0    | A 0     | A 0     | CF 190  | R16 105 | R32 60  | A 0    | R16 55 | R16 30 | R16 30 | R32 1  |        |        | 4642 | 13 |
| 6                                                | Caroline Wozniacki  | R32 130 | CF 430  | R16 240 | R128 70 | CF 215  | F 650   | R32 65 | R16 120 | F 585   | A 0     | F 585   | CF 190  | R32 1  | G 470  | F 305  | F 305  | F 180  | CF 100 | CF 100 | 4640 | 21 |
| 7                                                | Jeļena Ostapenko    | R32 130 | G 2000  | CF 430  | R32 130 | R64 35  | R128 10 | A 0    | SF 390  | R64 1   | R32 90  | R64 1   | R64 1   | SF 350 | F 305  | G 280  | SF 110 | SF 110 | CF 60  | R16 55 | 4510 | 20 |
| 8                                                | Caroline Garcia     | R32 130 | CF 430  | R16 240 | R32 130 | R16 120 | R64 10  | A 0    | G 1000  | R32 60  | R32 60  | CF 190  | R64 1   | G 900  | SF 110 | SF 110 | SF 110 | SF 110 | CF 100 | R16 55 | 3795 | 20 |
| ↓ Suplentes / Clasificadas al WTA Elite Trophy ↓ |                     |         |         |         |         |         |         |        |         |         |         |         |         |        |        |        |        |        |        |        |      |    |
| 9                                                | Johanna Konta       | CF 430  | R128 10 | SF 780  | R128 10 | R32 65  | G 1000  | R64 10 | R64 10  | A 0     | R16 105 | R32 1   | CF 190  | R32 1  | G 470  | SF 185 | F 180  | SF 110 | R16 55 | R16 55 | 3610 | 18 |
| 10                                               | Kristina Mladenovic | R128 10 | CF 430  | R64 70  | R128 10 | SF 390  | R64 10  | F 650  | R64 10  | R16 105 | R64 1   | R64 1   | R64 1   | R64 1  | G 470  | F 305  | F 180  | CF 100 | CF 60  | R16 55 | 2855 | 22 |
| 11                                               | Svetlana Kuznetsova | R16 240 | R16 240 | CF 430  | R64 70  | F 650   | R16 120 | CF 215 | R64 10  | A 0     | R16 105 | R32 1   | CF 190  | R32 1  | CF 100 | CF 100 | CF 100 | R16 55 | R16 55 |        | 2856 | 18 |

### Dobles
Clasificación actualizada al 21 de octubre del 2017. Las parejas en dorado, se clasificaron las finales.
| 1             | Yung-Jan Chan Martina Hingis         | G 2000 | G 1000 | G 1000  | G 1000  | G 900   | G 900   | G 900   | SF 780  | CF 430  | SF 390  | F 305   | G 280   | CF 190  | CF 190  | SF 185 |        |        |        | 10050 | 15 |  |  |  |  |  |
| 2             | Yekaterina Makarova Yelena Vesnina   | G 2000 | G 900  | G 900   | F 585   | CF 430  | CF 430  | SF 390  | SF 390  | F 305   | R16 240 | CF 215  | CF 190  | CF 100  | R16 10  |        |        |        |        | 6875  | 14 |  |  |  |  |  |
| 3             | Bethanie Mattek-Sands Lucie Safarova | G 2000 | G 2000 | G 470   | SF 390  | R32 130 | R16 120 | R16 10  |         |         |         |         |         |         |         |        |        |        |        | 5120  | 7  |  |  |  |  |  |
| 4             | Ashleigh Barty Casey Dellacqua       | F 1300 | G 470  | CF 430  | CF 430  | SF 350  | F 305   | F 305   | G 280   | G 280   | CF 190  | R32 130 | R16 120 | R16 120 | R32 10  | R16 1  | R16 1  |        |        | 4590  | 16 |  |  |  |  |  |
| 5             | Tímea Babos Andrea Hlaváčková        | F 650  | F 650  | G 470   | CF 430  | SF 350  | G 280   | G 280   | G 280   | R16 240 | CF 190  | SF 185  | R32 150 | CF 60   | R16 1   | R32 1  |        |        |        | 4135  | 15 |  |  |  |  |  |
| 6             | Lucie Hradecká Kateřina Siniaková    | F 1300 | SF 780 | F 650   | F 305   | R16 240 | CF 215  | F 180   | F 180   | R32 10  | R64 10  | R16 1   | R16 1   | R32 1   |         |        |        |        |        | 3871  | 13 |  |  |  |  |  |
| 7             | Anna-Lena Grönefeld Kveta Peschke    | SF 780 | F 585  | R16 240 | CF 215  | SF 185  | SF 185  | G 280   | CF 190  | R16 120 | R16 120 | R16 105 | CF 100  | CF 100  | CF 100  | CF 60  | R32 10 | R64 10 | R64 10 | 3110  | 22 |  |  |  |  |  |
| 8             | Gabriela Dabrowski Xu Yifan          | G 1000 | G 470  | CF 430  | R16 240 | CF 215  | CF 190  | SF 185  | R16 120 | CF 60   | R64 10  | R32 1   | R16 1   |         |         |        |        |        |        | 2921  | 12 |  |  |  |  |  |
| 9             | Andrea Hlaváčková Shuai Peng         | F 1300 | F 585  | SF 390  | G 280   | R16 120 | CF 100  | R16 1   |         |         |         |         |         |         |         |        |        |        |        | 2776  | 7  |  |  |  |  |  |
| 10            | Andreja Klepač María José Martínez   | G 470  | CF 430 | R16 240 | R16 240 | R16 240 | CF 215  | CF 215  | SF 185  | R16 120 | SF 110  | R16 105 | R16 105 | R16 105 | R16 105 | CF 100 | CF 100 | CF 60  | R32 10 | 2675  | 23 |  |  |  |  |  |
| 11            | Kiki Bertens Johanna Larsson         | G 280  | G 280  | G 280   | G 280   | R16 240 | R16 240 | CF 215  | R32 130 | R16 120 | R16 105 | CF 100  | R32 10  | R64 10  | R16 1   | R16 1  |        |        |        | 2279  | 15 |  |  |  |  |  |
| ↓ Suplentes ↓ |                                      |        |        |         |         |         |         |         |         |         |         |         |         |         |         |        |        |        |        |       |    |  |  |  |  |  |
| 12            | Sania Mirza Shuai Peng               | SF 780 | SF 390 | SF 350  | SF 350  | CF 190  |         |         |         |         |         |         |         |         |         |        |        |        |        | 2060  | 5  |  |  |  |  |  |
| 13            | Shuko Aoyama Yang Zhaoxuan           | F 585  | G 280  | R16 240 | CF 215  | G 150   | R32 130 | R16 120 | SF 110  | CF 100  | CF 60   | R32 10  | R64 10  | R16 1   |         |        |        |        |        | 2000  | 14 |  |  |  |  |  |
|               |                                      |        |        |         |         |         |         |         |         |         |         |         |         |         |         |        |        |        |        |       |    |  |  |  |  |  |
| 14            | Sania Mirza Barbora Strýcová         | F 650  | SF 350 | F 305   | R16 240 | CF 215  | CF 100  |         |         |         |         |         |         |         |         |        |        |        |        | 1945  | 6  |  |  |  |  |  |
| 15            | Eri Hozumi Miyu Kato                 | SF 780 | G 160  | R32 130 | G 114   | SF 110  | R16 105 | CF 60   | G 50    | SF 50   | CF 29   | R64 10  | R16 1   | R16 1   | R16 1   | R16 1  | R16 1  |        |        | 1850  | 15 |  |  |  |  |  |
| 16            | Abigail Spears Katarina Srebotnik    | G 470  | F 305  | CF 190  | CF 190  | SF 180  | R32 130 | CF 100  | CF 100  | R32 10  | R32 10  | R32 10  | R64 10  | R16 1   | R16 1   | R16 1  |        |        |        | 1700  | 15 |  |  |  |  |  |

## Jugadoras clasificadas

### Individuales
| # | Jugadoras          | Puntos | Eventos | Fecha de Clasificación |
| - | ------------------ | ------ | ------- | ---------------------- |
| 1 | Simona Halep       | 5675   | 16      | 26 de septiembre       |
| 2 | Garbiñe Muguruza   | 5635   | 18      | 11 de septiembre       |
| 3 | Karolína Plíšková  | 5105   | 18      | 26 de septiembre       |
| 4 | Elina Svitolina    | 5000   | 16      | 26 de septiembre       |
| 5 | Venus Williams     | 4642   | 12      | 26 de septiembre       |
| 6 | Caroline Wozniacki | 4640   | 20      | 30 de septiembre       |
| 7 | Jeļena Ostapenko   | 4510   | 20      | 1 de octubre           |
| 8 | Caroline Garcia    | 3795   | 23      | 12 de octubre          |

El 11 de septiembre, Garbiñe Muguruza se convirtió en la primera clasificada.

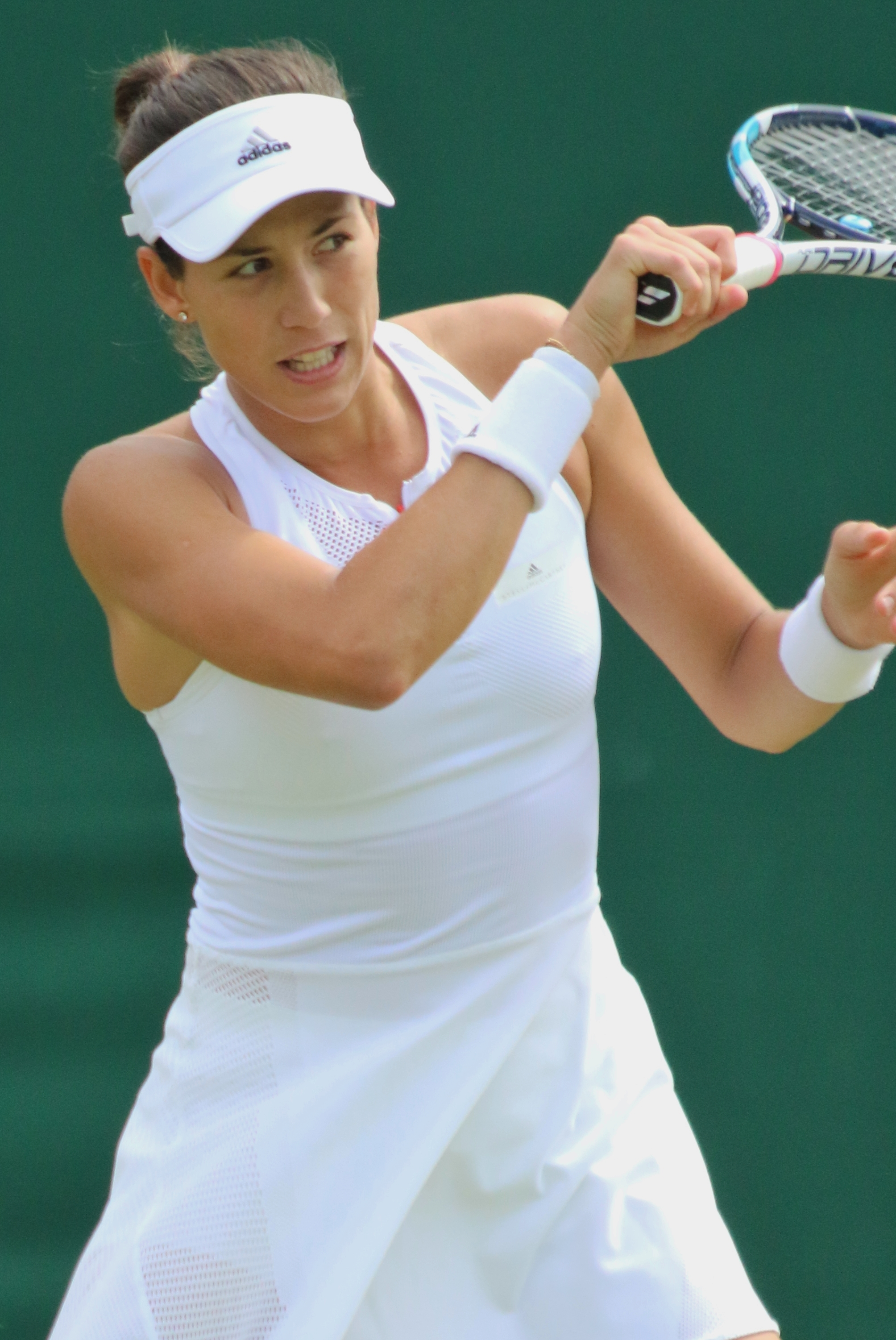
Garbiñe Muguruza ganó su segundo título de Grand Slam en el Wimbledon.

Garbiñe Muguruza comenzó su temporada en Brisbane, donde se retiró en las semifinales. Se recuperó de esta lesión para llegar a los cuartos de final en el Abierto de Australia, perdiendo ante Coco Vandeweghe en sets corridos. Ella tuvo salidas tempranas en el Medio Oriente antes de llegar a los cuartos de final en Indian Wells y la cuarta ronda en Miami, cayendo ante Karolína Plíšková y retirarse contra Caroline Wozniacki respectivamente.
La temporada de la cancha de arcilla Muguruza comenzó lentamente, perdiendo sus primeros partidos en Stuttgart y Madrid. Ella se formó en Roma, llegando a las semifinales, pero no pudo defender su corona del Abierto de Francia, derrotada en la cuarta ronda por Kristina Mladenovic. Muguruza abrió su temporada de césped en Birmingham, donde perdió contra Ashleigh Barty en las semifinales. Siguió esto con una derrota en la primera ronda en Eastbourne a Barbora Strýcová, solo logrando ganar un juego. Sin embargo, esta caída fue efímera ya que su próximo torneo fue un éxito, derrotando a Venus Williams en la final en Wimbledon, capturando su segundo grand slams.
Muguruza mantuvo su buena forma en las canchas duras estadounidenses, logrando las semifinales en Stanford y los cuartos de final en Toronto. Luego obtuvo su segundo título del año, superando ampliamente a Simona Halep en la final de Cincinnati, la última de las tres victorias top 10 de esa semana. Sin embargo, no pudo continuar esta serie de triunfos, cayendo ante Petra Kvitová en la cuarta ronda del Abierto de los Estados Unidos. A pesar de la salida relativamente temprana, al finalizar este torneo, Muguruza logró conseguir el número 1 del mundo por primera vez en su carrera.
Muguruza abrió su temporada asiática en canchas duras en Tokio, perdiendo en las semifinales ante Caroline Wozniacki. La semana siguiente en Wuhan, cayó ante Jeļena Ostapenko en los cuartos de final. Su último torneo antes de las Finales de la WTA fue en Beijing, donde se retiró en la primera ronda, marcando su cuarto retiro esta temporada.
El 25 de septiembre, Simona Halep, Karolína Plíšková, Elina Svitolina y Venus Williams se convirtieron en la segunda, tercera, cuarta y quinta clasificadas.

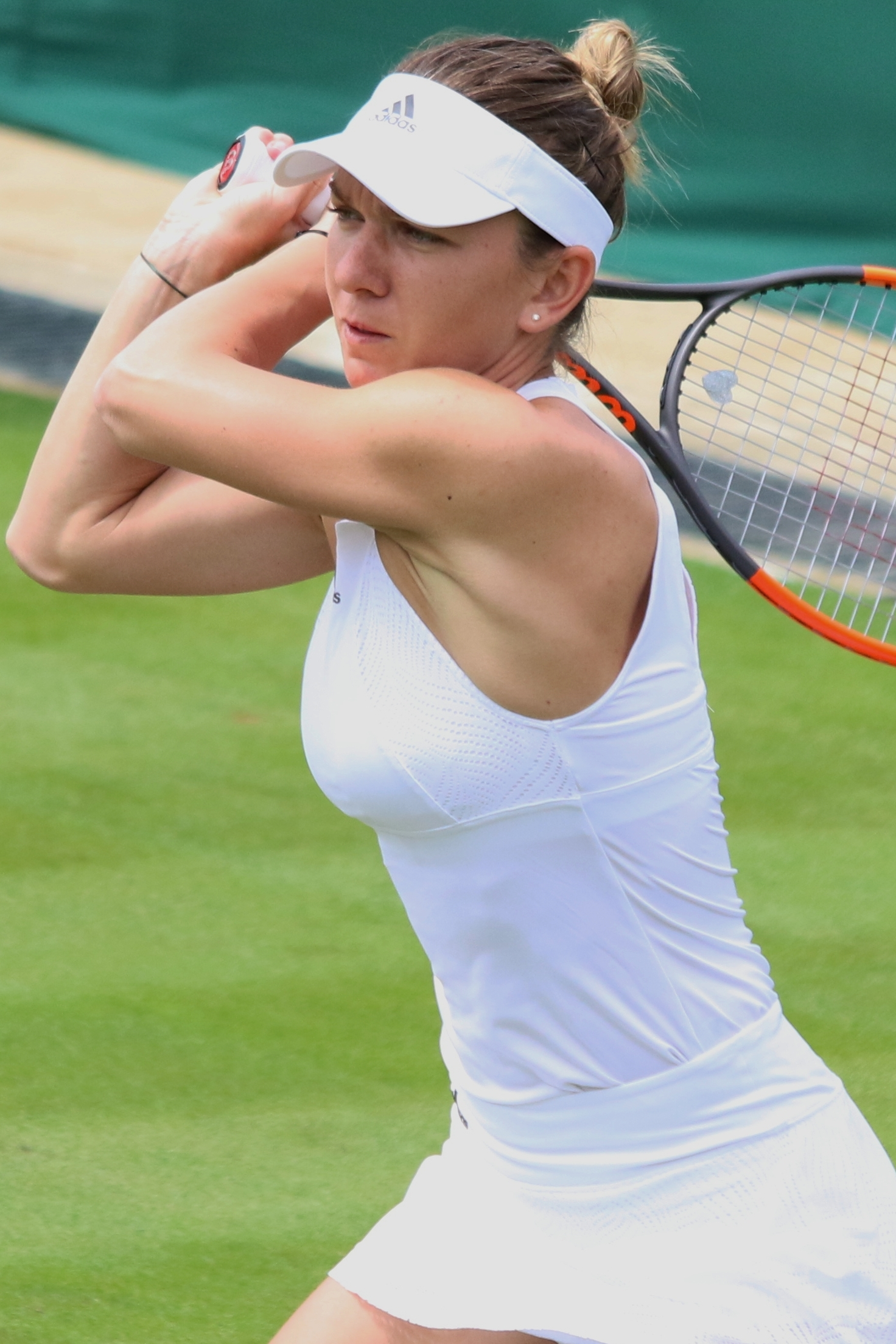
Simona Halep se convirtió en la número 1 del mundo por primera vez en su carrera.

Simona Halep llega a la final de la WTA como la actual número 1 del mundo después de un año bastante consistente. A pesar de esto, comenzó su año bastante mal, solo logró tres victorias en sus primeros cuatro torneos. Una derrota en la segunda ronda en Shenzhen fue seguida por otra derrota en sets corridos en su primer partido en el Abierto de Australia ante Shelby Rogers. Luego se retiró en los cuartos de final de San Petersburgo antes de que Kristina Mladenovic la derrotara en la tercera ronda en Indian Wells. Luego llegó a los cuartos de final en Miami, perdiendo contra Johanna Konta.
Halep comenzó a obtener resultados impresionantes en la temporada de tierra batida, comenzando con una semifinal en Stuttgart. Ella siguió con su primer título de la temporada en Madrid, ganando en tres sets sobre Kristina Mladenovic. Ella hizo otra final la semana siguiente en Roma, pero no pudo vencer a Elina Svitolina. Ella continuó su cadena de llegar a la final, esta vez en Roland Garros. Sin embargo, nuevamente no tuvo éxito en llevarse a casa el trofeo, perdiendo ante Jeļena Ostapenko.
El primer torneo de Halep en césped fue en Eastbourne, que terminó con una derrota ante Caroline Wozniacki en los cuartos de final. También perdió en la fase de cuartos de final en Wimbledon, a manos de Johanna Konta. Después de un retiro en las canchas duras de Washington, los resultados de Halep en esta superficie comenzaron a recuperarse. Alcanzar las semifinales de Toronto y la final de Cincinnati, perdiendo ante Elina Svitolina y Garbiñe Muguruza respectivamente. Sin embargo, ella perdió ante María Sharápova en la primera ronda del Abierto de los Estados Unidos perdiendo de tres sets. Luego perdió su primer partido en Wuhan. La semana siguiente, llegó a la final en Beijing, perdiendo ante Caroline Garcia. A pesar de la derrota, debido a la derrota de Jeļena Ostapenko en las semifinales, Halep se convirtió en el número 1 del mundo por primera vez en su carrera.

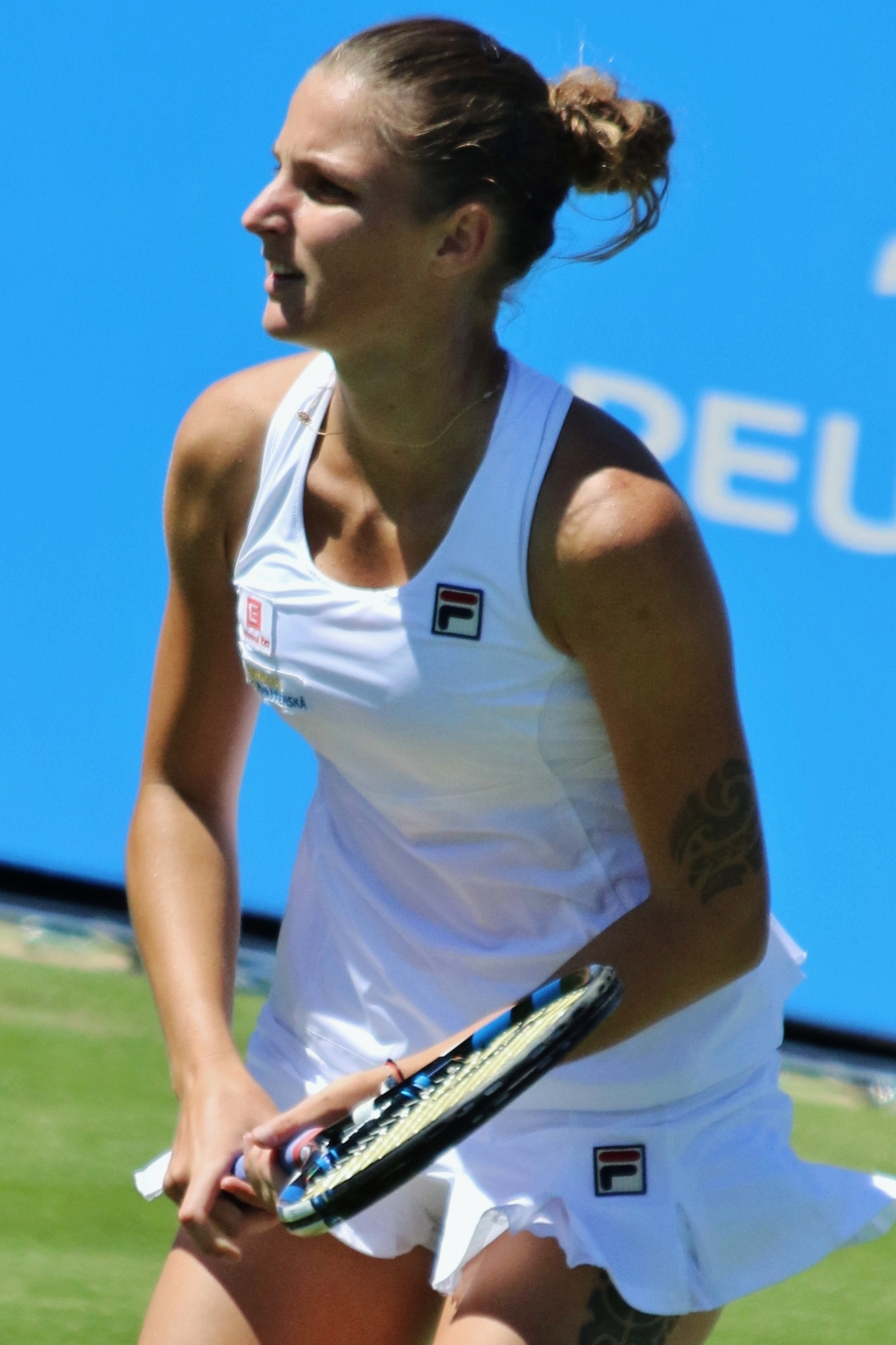
Karolína Plíšková fue una de las tres jugadoras en ser número 1 del mundo por primera vez en su carrera.

Karolína Plíšková comenzó su temporada con una buena actuación en Brisbane, ganando el título al vencer a Alizé Cornet en la final. Siguió esto con los cuartos de final en el Abierto de Australia, perdiendo en tres sets ante Mirjana Lučić-Baroni. Plíšková volvió rápidamente al tablero de ganadora, reclamando el título en Doha con una victoria sobre Caroline Wozniacki en la final. Sin embargo, la semana siguiente perdió su primer partido en Dubái. Consiguió resultados consistentes en Indian Wells y Miami, perdiendo en las semifinales de ambos torneos contra Svetlana Kuznetsova y Caroline Wozniacki, respectivamente.
Plíšková tuvo un mal pie en la temporada de tierra batida, saliendo temprano en Stuttgart, Praga y Madrid. Logró encontrar alguna forma en los siguientes torneos, cuartos de final en Roma y semifinales en el Roland Garros. En el cambio a cancha de césped, ganando el título en Eastbourne sobre Caroline Wozniacki. Sin embargo, rápidamente llegó a su fin con una derrota ante Magdaléna Rybáriková en la segunda ronda de Wimbledon. A pesar de la pronta salida, Plíšková obtuvo el puesto número 1 del mundo por primera vez en su carrera.
El siguiente paso para Plíšková fueron en las cachas duras estadounidenses, donde tuvo buenos resultados. Las derrotas ante Caroline Wozniacki en los cuartos de final de Toronto y las semifinales de Cincinnati ante Garbiñe Muguruza precedieron al Abierto de los Estados Unidos, donde cayó en los cuartos de final ante Coco Vandeweghe. Luego ingresó a Tokio y Wuhan, alcanzando los cuartos de final en ambos torneos antes de perder contra Angelique Kerber y Ashleigh Barty respectivamente. Esto fue seguido por una derrota en la tercera ronda en Beijing.

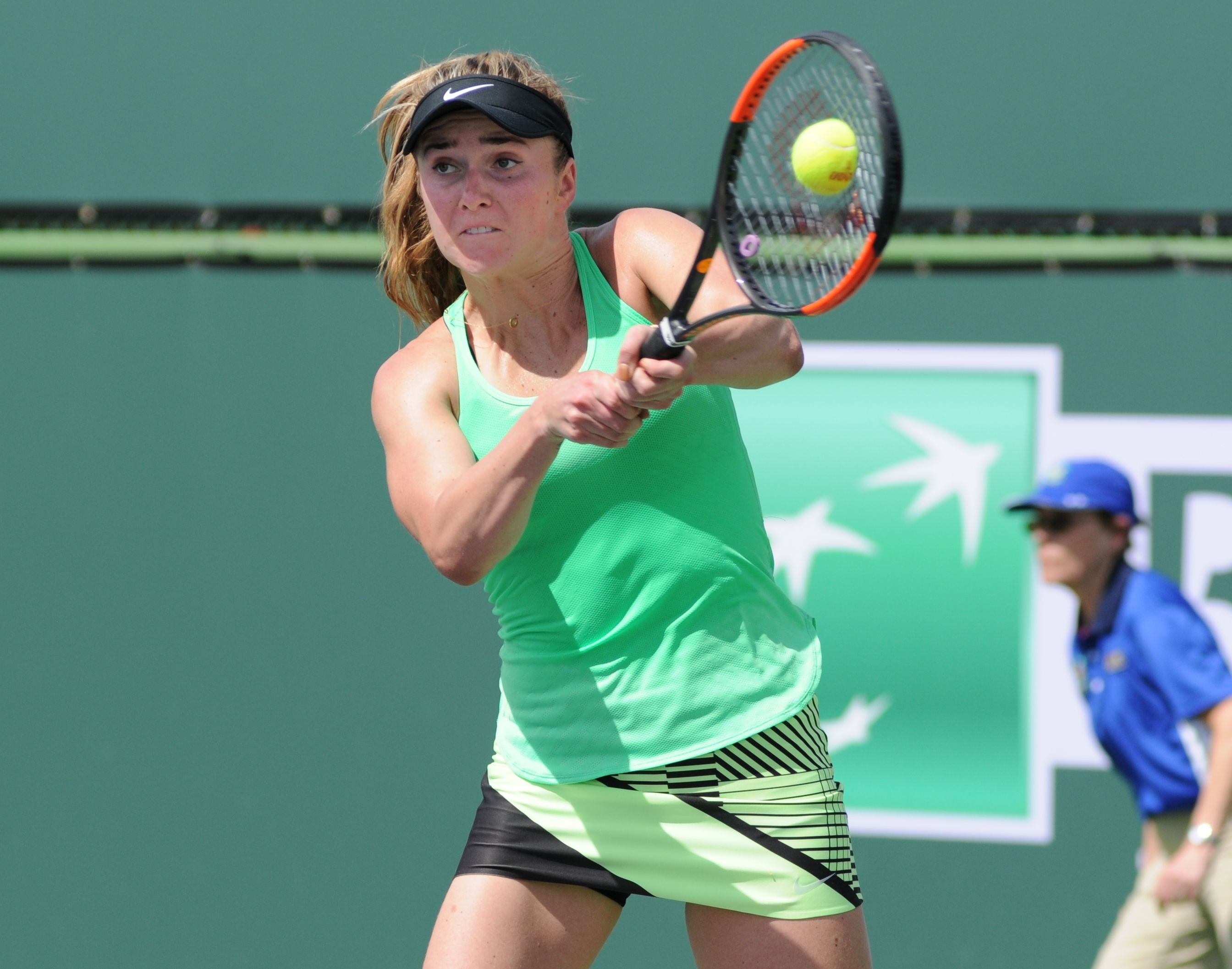
Elina Svitolina logra ganar tres títulos Premier 5 y debuta en las finales.

Elina Svitolina tuvo un año impresionante, preparando la mejor temporada de su carrera, que incluyó cinco títulos líderes en la gira. Abrió su temporada en Brisbane con una derrota en la semifinales ante la eventual campeona Karolína Plíšková. En el Abierto de Australia, cayó en tres sets ante Anastasiya Pavliuchenkova en la tercera ronda. Sus siguientes dos torneos terminaron con un triunfo, derrotando a Shuai Peng en la final de Taipéi, antes de salir victoriosas en Dubái contra Caroline Wozniacki. Sin embargo, sus próximos tres torneos no tuvieron tanto éxito, retirándose en la segunda ronda en Kuala Lumpur y sufriendo salidas tempranas en Indian Wells y Miami.
Svitolina comenzó su cambio en tierra batida en Estambul, donde obtuvo el título, derrotando a Elise Mertens en la final. Después de una salida de primera ronda en Madrid, se recuperó para ganar otro título, esta vez contra Simona Halep en Roma. Sin embargo, la próxima vez que enfrentaría a la rumano no tendría el mismo éxito, perdiendo en los cuartos de final de Roland Garros a pesar de tener un punto de partido en el segundo set. Svitolina luchó en la cancha de césped de Birmingham, cayendo en la segunda ronda. Esto fue seguido por una derrota en cuarta ronda ante Jeļena Ostapenko en Wimbledon.
Volviendo a las canchas duras, Svitolina no perdió tiempo en conseguir otro título, derrotando a Caroline Wozniacki en la final de Toronto. No pudo encontrar la misma forma en Cincinnati, cayendo en la tercera ronda. En el Abierto de los Estados Unidos, llegó a la cuarta ronda antes de perder ante la eventual finalista Madison Keys. Le siguió una derrota en los cuartos de final ante Caroline Garcia en Beijing, y en su torneo más reciente en Hong Kong, se retiró antes de su partido de segunda ronda.

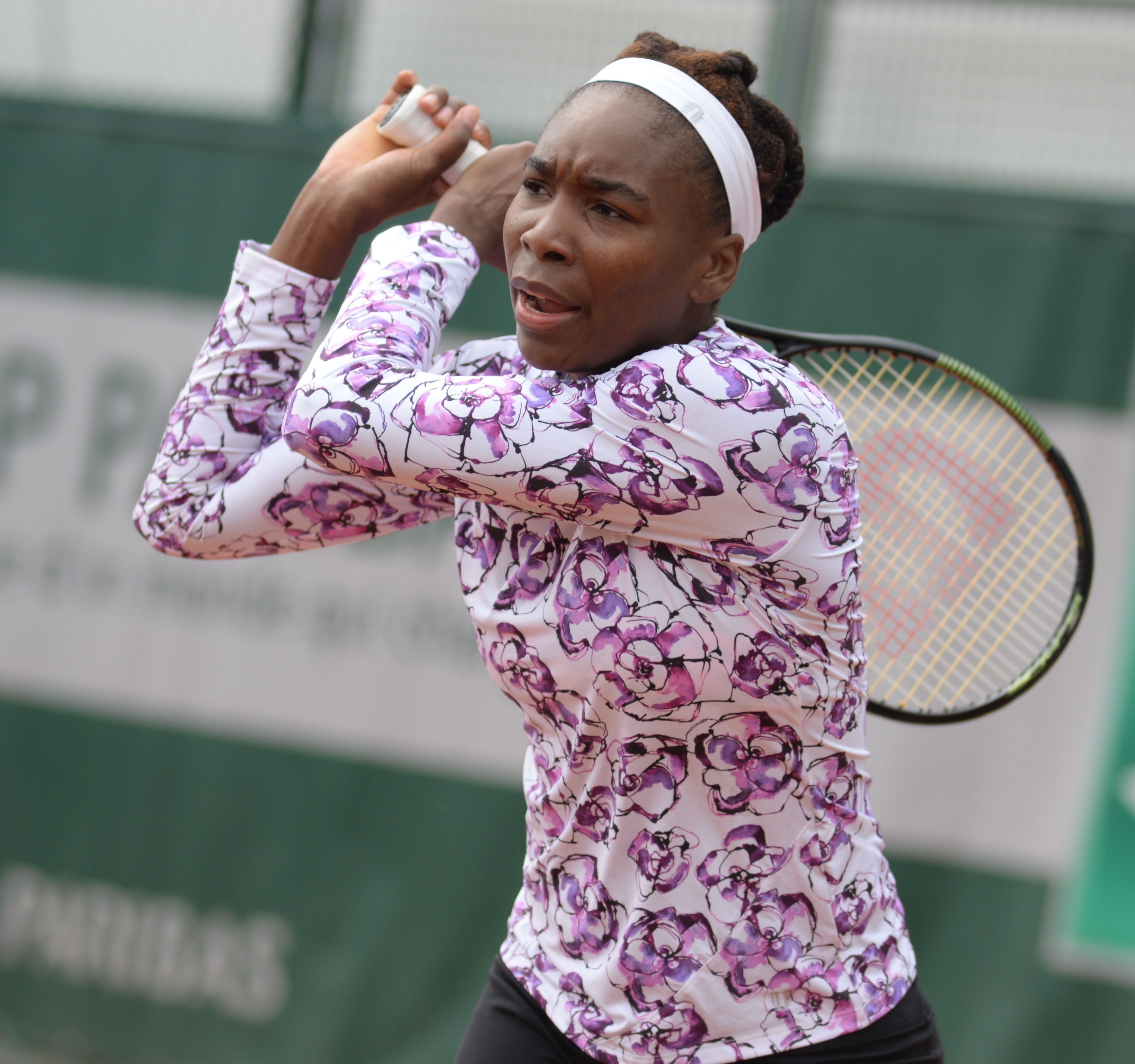
Venus Williams fue la única jugadora en hacer dos finales de Grand Slams este año.

Venus Williams tuvo una temporada bastante resurgente. Después de retirarse de su partido de segunda ronda en Auckland, llegó a la final del Abierto de Australia, su primera gran final en ocho años. Sin embargo, ella perdió ante su hermana Serena Williams en la final. Su próximo torneo terminó rápidamente, perdiendo su primer partido en San Petersburgo ante la eventual ganadora Kristina Mladenovic. Williams volvió a formarse para los premier mandatory, cayendo ante Yelena Vesnina en Indian Wells y Johanna Konta en Miami, quienes continuaron para reclamar el título.
Williams sufrió una temprana salida en su primer torneo de arcilla del año en Charleston. Ella tuvo mejores actuaciones en sus siguientes dos torneos, perdiendo ante Garbiñe Muguruza en los cuartos de final de Madrid, antes de caer en la cuarta ronda del Roland Garros ante Timea Bacsinszky. Luego, demostró que no necesitaba torneos de cancha de césped antes de Wimbledon y avanzó a la final. Esto la convierte en la única jugadora en alcanzar dos finales importantes esta temporada. Sin embargo, no pudo reclamar el título y cayó en sets corridos ante Garbiñe Muguruza.
La oscilación de la cancha dura estadounidense no tuvo un buen comienzo para Williams, ya que cayó ante Elina Svitolina y Ashleigh Barty en la tercera ronda de Toronto y la segunda ronda de Cincinnati, respectivamente. Ella logró cambiar las cosas en el Abierto de los Estados Unidos, llegando a la etapa semifinales antes de ser derrotado por Sloane Stephens. En su único torneo asiático, Williams perdió en la segunda ronda de Hong Kong ante Naomi Osaka.
El 30 de septiembre, Caroline Wozniacki se convirtió en la sexta clasificada.

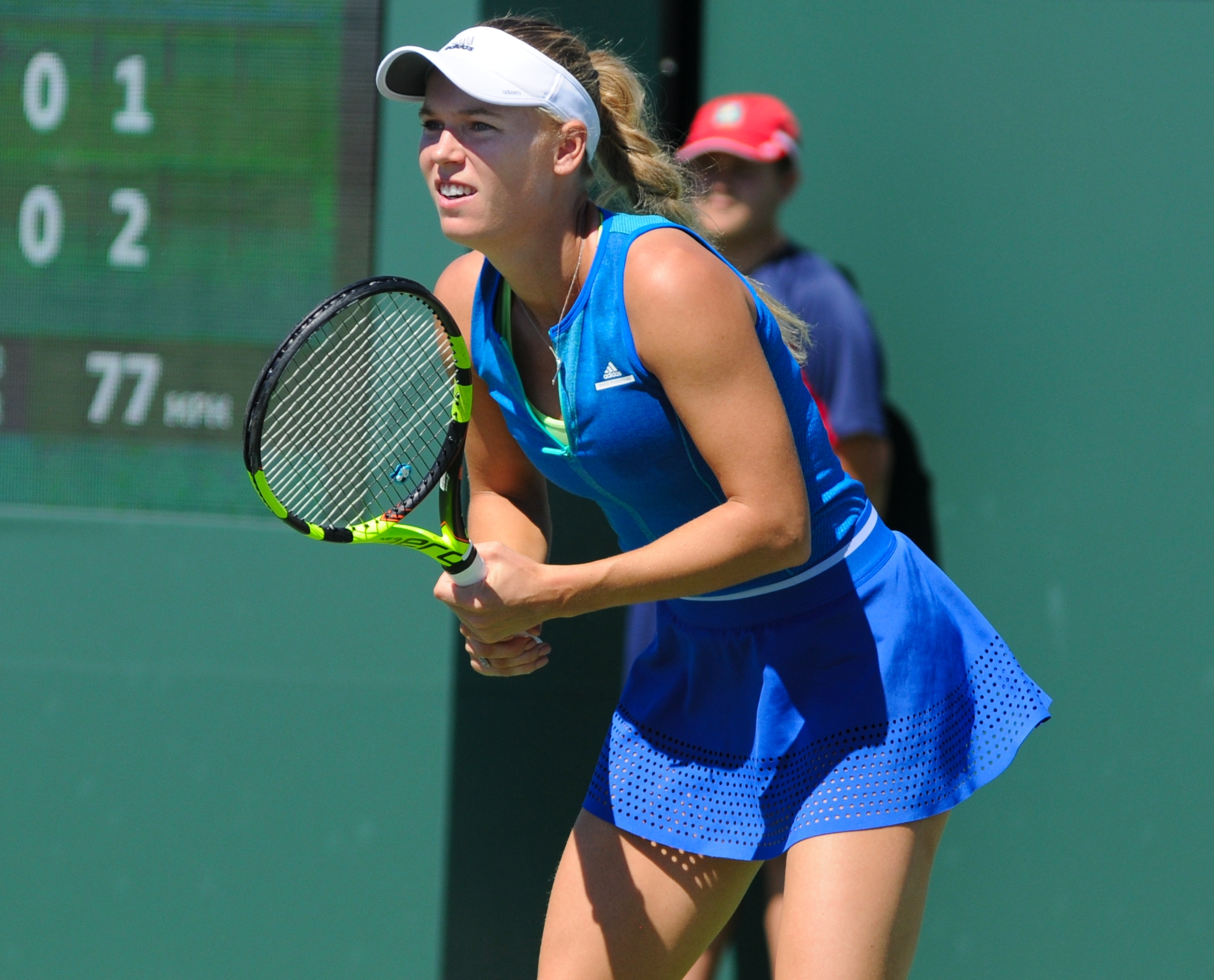
Caroline Wozniacki fue la única jugadora en hacer siete finales.

Caroline Wozniacki tuvo una temporada extremadamente consistente, probada por sus siete finales finales. Sus primeros dos torneos fueron en Auckland y Sídney, donde alcanzó los cuartos de final de ambos. En el Abierto de Australia, llegó a la tercera ronda antes de la derrota de Johanna Konta. Wozniacki luego hizo finales consecutivas en el Medio Oriente, cayendo ante Karolína Plíšková en Doha y Elina Svitolina en Dubái. Su forma sólida se quedó con ella en Indian Wells y Miami, perdiendo en los cuartos de final ante Kristina Mladenovic antes de hacer su primera final Premier Mandatory en cuatro años. Sin embargo, ella perdió ante Johanna Konta.
Los primeros dos torneos de tierra batida de Wozniacki fueron en Charleston y Praga, que terminaron en manos de Jeļena Ostapenko en cuartos de final y segunda ronda respectivamente. Sus pobres resultados continuaron en Madrid, perdiendo en la segunda ronda contra Carla Suárez Navarro. Luego se retiró en su partido de primera ronda en Estrasburgo. Wozniacki se recuperó para llegar a los cuartos de final del Roland Garros, pero una vez más cayó ante Jeļena Ostapenko.
Wozniacki comenzó el su cambio a césped con buena forma. Llegó a la final en Eastbourne, pero finalmente perdió el partido por el título contra Karolína Plíšková. A pesar del resultado positivo, no pudo avanzar tanto en Wimbledon, cediendo en la cuarta ronda después de perder en sets seguidos ante Coco Vandeweghe. Después de esto, Wozniacki regresó a las canchas de tierra batida, esta vez en Bastad, donde perdió en la final contra Kateřina Siniaková. Wozniacki hizo otra final en su próximo torneo en Toronto. En el camino, registró su primera victoria sobre una número 1 del mundo actual cuando derrotó a Karolína Plíšková en los cuartos de final. Sin embargo, no pudo lograr un resultado similar en la final, perdiendo ante Elina Svitolina para marcar su sexta derrota consecutiva en finales esta temporada. Luego perdió en los cuartos de final de Cincinnati ante Karolína Plíšková, antes de que una derrota sorpresiva ante Yekaterina Makarova terminara su campaña del Abierto de los Estados Unidos en la segunda ronda.
Wozniacki finalmente se abrió paso en Tokio, derrotando a Anastasiya Pavliuchenkova en la final para reclamar su primer título de la temporada. Sin embargo, esto no dio buenos resultados para el resto de la temporada, perdiendo su primer partido en Wuhan, cayendo ante Petra Kvitová en la tercera ronda de Beijing y retirándose antes de su partido de segunda ronda en Hong Kong.
El 1 de octubre, Jeļena Ostapenko se convirtió en la séptima clasificada.

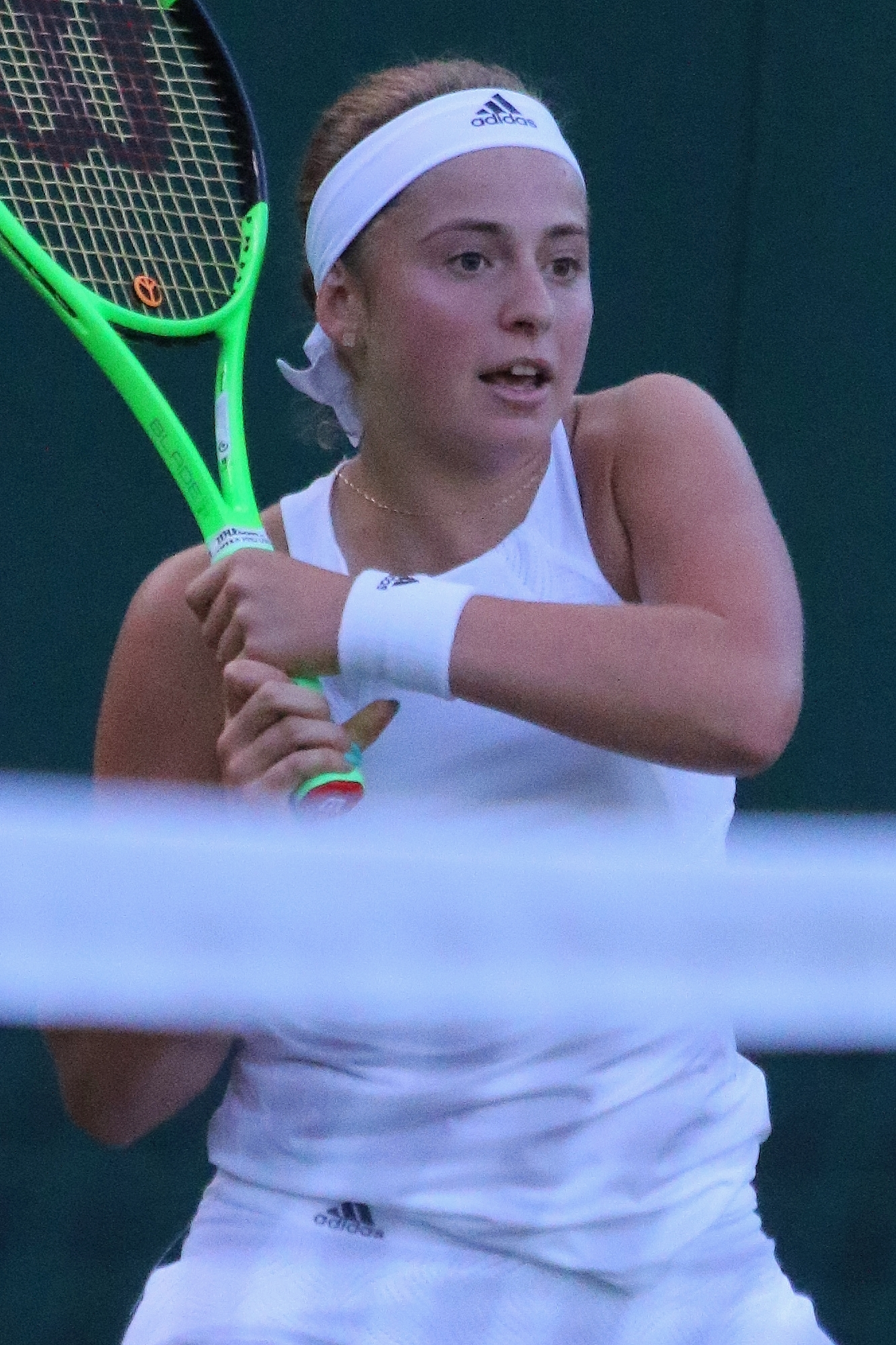
Jeļena Ostapenko logra ganar su primer título de Grand Slams.

Jeļena Ostapenko comenzó su temporada en Auckland, donde se retiró durante su partido de semifinales. En el Abierto de Australia, fue eliminada por Karolína Plíšková en la tercera ronda. Esto fue seguido con salidas en primera ronda en San Petersburgo y Dubái y una derrota en cuartos de final en Acapulco. Su forma tampoco mejoró mucho en los premier Mandatory de marzo, perdiendo ante Dominika Cibulková en la segunda ronda de Indian Wells y cayendo en su partido de primera ronda en Miami.
La forma de Ostapenko comenzó a aumentar una vez que jugó en las canchas de arcilla de Charleston, perdiendo en la final contra Daria Kasatkina. Ella cayó en la primera ronda de Stuttgart ante Coco Vandeweghe antes de llegar a las semifinales en Praga. Ella tuvo otra derrota en la primera ronda, esta vez en Roma ante Garbiñe Muguruza. Sin embargo, arrasó en el Roland Garros, asegurando el título sobre Simona Halep para reclamar el primer título de su carrera y de Grand Slam.
En las canchas de césped en Eastbourne, Ostapenko perdió en la tercera ronda contra Johanna Konta. Luego avanzó a los cuartos de final de Wimbledon, donde fue derrotada en cuartos de final después de perder ante Venus Williams. El cambio a las cancha dura estadounidense no le trajo mucha suerte, perdiendo sus primeros partidos en Toronto y Cincinnati. En el Abierto de los Estados Unidos, perdió en la tercera ronda ante Daria Kasatkina. Ostapenko luego ganó su segundo título del año en Seúl, derrotando a Beatriz Haddad Maia en la final. Sus resultados de calidad continuaron en Asia, alcanzando la etapa semifinal en Wuhan y Beijing, cayendo ante Ashleigh Barty y Simona Halep respectivamente.
El 8 de octubre, Caroline Garcia se convirtió en la octava y última clasificada.

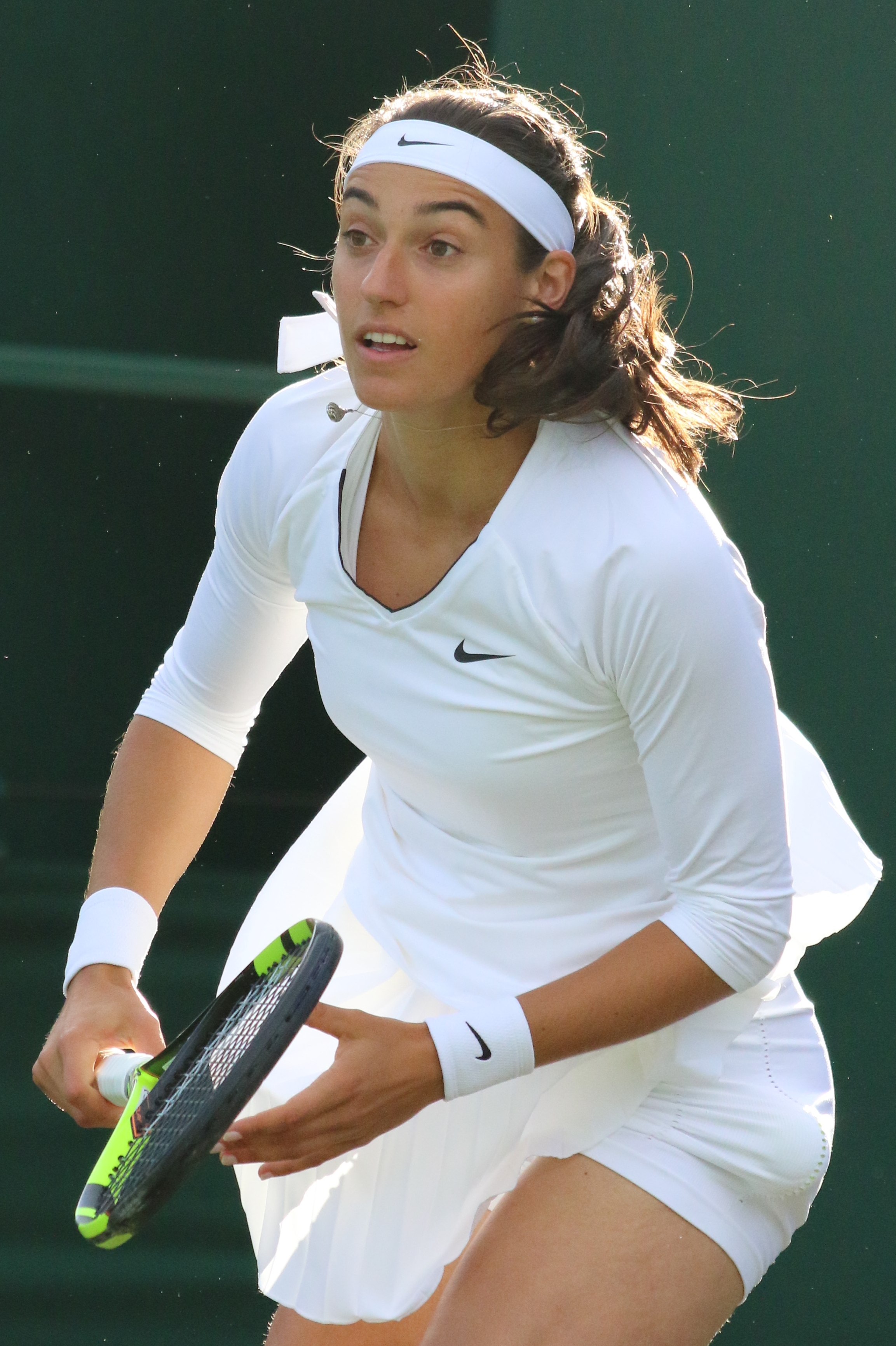
Caroline Garcia logra clasificarse a las finales por primera vez, después de ganar Wuhan y Beijing.

Caroline Garcia abrió su temporada en el Abierto de Australia, donde cayó en la tercera ronda ante Barbora Strýcová. Ella luchó en sus próximos cuatro torneos, sin lograr superar la segunda ronda en Taipéi, Doha, Dubái y Kuala Lumpur. A partir de ahí, llegó a la cuarta ronda en Indian Wells, perdió ante Svetlana Kuznetsova y luego fue eliminada en su primer partido en Miami por Shuai Peng. Sin embargo, ella se recuperó para alcanzar las semifinales de Monterrey.
El cambio a cancha de arcilla de García comenzó lentamente, cayendo en la primera ronda de Madrid. Continuó progresando en sus próximos torneos, perdiendo en la segunda ronda y las semifinales de Roma y Estrasburgo, respectivamente, contra Daria Gavrilova. Luego llegó a los cuartos de final de Roland Garros ante Karolína Plíšková. Sus resultados en canchas de Césped también fueron sólidos, perdiendo en las semifinales de Mallorca, y en la cuarta ronda de Wimbledon, donde fue derrotada por Johanna Konta.
Después de su salida en segunda ronda en Gstaad, García llegó a las semifinales de Bastad. Luego avanzó a los cuartos de final en Toronto, perdiendo ante Simona Halep. Esto fue seguido por una derrota en la primera ronda en Cincinnati antes de que fuera derrotada por Petra Kvitová en la tercera ronda del Abierto de los Estados Unidos. El cambio a la gira asiática de García trajo muy buenos resultados comenzando con una derrota de cuartos de final ante Garbiñe Muguruza en Tokio. Ella luego ganó los títulos consecutivos en Wuhan y Beijing, derrotando a Ashleigh Barty y Simona Halep en la final respectiva.

### Dobles
| # | Parejas                            | Puntos | Torneos | Fecha de Clasificación |
| - | ---------------------------------- | ------ | ------- | ---------------------- |
| 1 | Yung-Jan Chan Martina Hingis       | 8340   | 13      | 14 de agosto           |
| 2 | Yekaterina Makarova Yelena Vesnina | 6495   | 12      | 14 de agosto           |
| 3 | Ashleigh Barty Casey Dellacqua     | 4240   | 14      | 13 de septiembre       |
| - | Lucie Hradecká Kateřina Siniaková  | 3871   | 14      | 25 de septiembre       |
| 4 | Tímea Babos Andrea Hlaváčková      | 3715   | 15      | 4 de octubre           |
| 5 | Anna-Lena Grönefeld Květa Peschke  | 3005   | 22      | 7 de octubre           |
| 6 | Gabriela Dabrowski Xu Yifan        | 2921   | 14      | 7 de octubre           |
| 7 | Andreja Klepač María José Martínez | 2570   | 23      | 12 de octubre          |
| 8 | Kiki Bertens Johanna Larsson       | 2270   | 15      | 18 de octubre          |

El 14 de agosto, Yung-Jan Chan, Martina Hingis, Yekaterina Makarova y Yelena Vesnina fueron las primeras clasificadas.
Chan Yung-jan y Martina Hingis habían estado jugando juntas desde 2017 en Doha. Antes de eso, Yung-jan se asoció con su hermana Hao-Ching Chan, y Hingis se asoció con Sania Mirza, entre otras. Tomaron su primer título juntas en Indian Wells. El dúo también jugó bien en la temporada de tierra batida, tomando el Madrid Open y defendiendo el título de Roma. Su racha ganadora en tierra batida terminó en la final de Roland Garros. Continuaron su actuación triunfante en la temporada de césped, ganando dos títulos seguidos (Mallorca y Eastbourne), pero llegando a los cuartos de final de Wimbledon. El dúo triunfó en Cincinnati, después de que Hingis no lo hizo con Mirza en la temporada 2016. Después de eso, el dúo ganó tres títulos consecutivos, el US Open, el Wuhan Open y el China Open. Hingis se convirtió en la nueva jugadora de dobles número 1 y Chan la nueva jugadora de dobles número 2.
Ekaterina Makarova y Elena Vesnina comenzaron la temporada llegando a la final en el torneo Premier de Brisbane. Luego ganaron su segundo torneo en conjunto el Premier 5 de Dubái. El dúo mejoró sus resultados en Miami e Indian Wells al alcanzar los cuartos de final y las semifinales respectivamente. Llegaron a su única final en tierra batida en Roma. El dúo ruso luego ganó su tercer título en conjunto el Grand Slam en Wimbledon, ganando la final en un raro (6-0, 6-0). Además, redujeron la distancia del Súper Slam, ya que necesitarán ganar el Abierto de Australia para lograr esa hazaña. Ellas defendieron el título de Toronto. En el cambio a la gira asiática, el par debutó en el Premier de Wuhan llegando a los cuartos de final, retirándose en el primer set, y se metieron en las semifinales del China Open.
Makarova y Vesnina son los campeonas defensoras. Para ambas jugadoras, será su tercera aparición en las Finales.
El 13 de septiembre, Ashleigh Barty y Casey Dellacqua fueron las terceras clasificadas.
Ashleigh Barty y Casey Dellacqua fue uno de los más fuertes en 2013, que no estaba lejos de clasificar para las cuatro mejores del Campeonato. Desde 2015, Barty se asoció con otras jugadoras y jugó principalmente en la gira de la ITF, mientras que Dellacqua tuvo cierto éxito con Yaroslava Shvedova en 2015, pero tuvo que retirarse de las finales de la WTA porque sufrió una conmoción cerebral en Beijing. En 2017, las australianas se reunieron y jugaron juntos durante toda la temporada. Su primer éxito llegó en el Abierto de Australia, alcanzando los cuartos de final. Ganaron su primer torneo juntas, en Malasia, pero jugaron mal en Indian Wells y Miami. Ganaron un segundo torneo internacional, ahora en Estrasburgo, seguido de una final de Grand Slam en Roland Garros, perdiendo su cuarto Grand Slam juntas en cuatro torneos diferentes. Sin embargo, el dúo jugó bien en la temporada de césped, ganando un torneo de dos y llegando a los cuartos de final de Wimbledon. En la gira de Estados Unidos, el dúo llegó a otra final, en New Haven. Al final de la temporada, su mejor resultado llegó en Beijing, donde alcanzaron las semifinales.
Para ambas jugadoras, será el debut en la final.
El 25 de septiembre, Lucie Hradecká y Kateřina Siniaková fueron las cuartas clasificadas. Sin embargo, Hradecká anunció su baja debido a una lesión en la rodilla que sufrió en Wuhan.
El 4 de octubre, Tímea Babos y Andrea Hlaváčková fueron las cuartas clasificadas. 
Tímea Babos y Andrea Hlaváčková debutaron como un equipo en Marruecos, a pesar de tener compañera diferentes durante todos el año el dúo hizo seis finales ganando cuatro de eso ellos, su mejor resultado en Grand Slam fue en llegar a los cuartos de final del Abierto de los Estados Unidos. Último resultado fue ganar el título de Moscú.
Esta es la segunda aparición para Babos en las finales. Hlaváčková es la cuarta aparición llegó a la final en el 2012 junto a Lucie Hradecká.
El 7 de octubre, Anna-Lena Grönefeld y Květa Peschke junto a Gabriela Dabrowski y Xu Yifan fueron las quintas y sextas clasificadas.
Anna-Lena Grönefeld y Květa Peschke se asociaron regularmente desde 2012. Aunque Grönefeld no tenía una compañera estable antes de esto, pudo obtener éxito con diferentes compañeras. Peschke tenía una fuerte sociedad con Katarina Srebotnik antes de eso. En la temporada 2017, la pareja no jugó bien hasta mayo, cuando ganaron en Praga, su único título este año. Tuvieron menos éxito en la temporada de tierra batida, pero lograron llegar a las semifinales en Wimbledon. También llegaron a la final en Canadá. En la última temporada, el mejor resultado del dúo alemán-checo fue llegar a los cuartos de final en Wuhan.
Esta es la primera aparición de Grönefeld en la final. Para Peschke, será su séptima aparición en las Finales.
Gabriela Dabrowski y Xu Yifan debutaron como un equipo en Miami, superando sorprendentemente a jugadoras como Makarova / Vesnina, Hlavackova / Peng y Mirza / Strycova en su camino antes de reclamar su primer título. Ganaron otro título en New Haven, superando a Barty / Dellacqua en la final. Su mejor actuación en Grand Slam llegó en el Abierto de los Estados Unidos, donde llegaron a los cuartos de final. En la gira asiática, tuvieron un éxito moderado, alcanzando los cuartos de final en Wuhan y Beijing.
Para ambas jugadoras, será su debut en la final.
El 12 de octubre, Andreja Klepač y María José Martínez fueron las séptimas clasificadas.
Andreja Klepač y María José Martínez se juntaron al comienzo de la temporada. El dúo jugó moderadamente en la mayoría de los torneos. En Miami, la pareja logró su primer éxito notable al vencer a Mattek-Sands / Safarova en su camino hacia los cuartos de final. Mejoraron un poco a fines del verano y lograron uno de sus mejores resultados este año el cual fue los cuartos de final del Abierto de los Estados Unidos. Esto fue seguido por un triunfo en Tokio y los cuartos de final en el China Open.
Para Klepač, será su debut en las finales. Martínez apareció una vez en las finales y lo ganó con Nuria Llagostera Vives en 2009.
El 18 de octubre, Kiki Bertens y Johanna Larsson fueron las octavas u últimas clasificadas.
Kiki Bertens y Johanna Larsson son compañeras regularmente desde 2015. En la temporada 2017, obtuvieron su primer trofeo en el ASB Classic. En general, Bertens y Larsson tuvieron éxito principalmente en los torneos de baja clasificación, habiendo ganado tres títulos más. Además de eso, llegaron a los cuartos de final en Madrid. Llegaron dos veces a la cuarta ronda en Roland Garros y el Abierto de los Estados Unidos.
Para ambas jugadoras, será su debut en las finales.

## Agrupamientos
La edición 2017 del Campeonato de Fin de Año, las competidoras fueron divididas en dos grupos que representan los colores de la bandera Singapur.
| Grupo Rojo: Simona Halep, Elina Svitolina, Caroline Wozniacki & Caroline Garcia      |
| Grupo Blanco: Garbiñe Muguruza, Karolína Plíšková, Venus Williams & Jeļena Ostapenko |

## Frente a frente
A continuación se muestra el historial de cada jugadora. contra cada rival y su récord de victorias y derrotas en lo que va del año.
|   |                    | Halep | Muguruza | Plíšková | Svitolina | Williams | Wozniacki | Ostapenko | Garcia | Récord General | Récord del año |
| 1 | Simona Halep       |       | 1–3      | 5–1      | 3–2       | 1–3      | 2–3       | 1–1       | 2–1    | 15–14          | 44-15          |
| 2 | Garbiñe Muguruza   | 3–1   |          | 2–6      | 3–4       | 2–3      | 3–3       | 2–1       | 1–0    | 16–18          | 46–19          |
| 3 | Karolína Plíšková  | 1–5   | 6–2      |          | 5–1       | 1–1      | 3–5       | 2–0       | 3–2    | 21–16          | 51–16          |
| 4 | Elina Svitolina    | 2–3   | 4–3      | 1–5      |           | 1–1      | 3–0       | 0–1       | 1–1    | 12–14          | 52–12          |
| 5 | Venus Williams     | 3–1   | 3–2      | 1–1      | 1–1       |          | 7–0       | 1–0       | 1–1    | 17–6           | 35–12          |
| 6 | Caroline Wozniacki | 3–2   | 3–3      | 5–3      | 0–3       | 0–7      |           | 0–4       | 2–0    | 13–22          | 56–20          |
| 7 | Jeļena Ostapenko   | 1–1   | 1–2      | 0–2      | 1–0       | 0–1      | 4–0       |           | 0–0    | 7–6            | 47–18          |
| 8 | Caroline Garcia    | 1–2   | 0–1      | 2–3      | 1–1       | 1–1      | 0–2       | 0–0       |        | 5–10           | 46–20          |

## Resumen del torneo a diario

### Día 1 (22 de octubre)
| Individual Round Robin | Karolína Plíšková [3] | Venus Williams [5]   | 6-2, 6-2 |
| Individual Round Robin | Garbiñe Muguruza [2]  | Jeļena Ostapenko [7] | 6-3, 6-4 |

### Día 2 (23 de octubre)
| Individual Round Robin | Simona Halep [1]       | Caroline Garcia [8] | 6-4, 6-2 |
| Individual Round Robin | Caroline Wozniacki [6] | Elina Svitolina [4] | 6-2, 6-0 |

### Día 3 (24 de octubre)
| Individual Round Robin | Venus Williams [5]    | Jeļena Ostapenko [7] | 7-5, 6-7(3-7), 7-5 |
| Individual Round Robin | Karolína Plíšková [3] | Garbiñe Muguruza [2] | 6-2, 6-2           |

### Día 4 (25 de octubre)
| Individual Round Robin | Caroline Wozniacki [6] | Simona Halep [1]    | 6-0, 6-2           |
| Individual Round Robin | Caroline Garcia [8]    | Elina Svitolina [4] | 6-7(7-9), 6-3, 7-5 |

### Día 5 (26 de octubre)
| Dobles Cuartos de final | Tímea Babos [3] Andrea Hlaváčková [3] | Andreja Klepač [7] María José Martínez [7] | 6-3, 6-4 |
| Individual Round Robin  | Jelena Ostapenko [7]                  | Karolína Plíšková [3]                      | 6-3, 6-1 |
| Individual Round Robin  | Venus Williams [5]                    | Garbiñe Muguruza [2]                       | 7-5, 6-4 |
| Dobles Cuartos de final | Yung-Jan Chan [1] Martina Hingis [1]  | Anna-Lena Grönefeld [6] Květa Peschke [6]  | 6-3, 6-2 |

### Día 6 (27 de octubre)
| Dobles Cuartos de final | Kiki Bertens [8] Johanna Larsson [8]       | Ashleigh Barty [4] Casey Dellacqua [4] | 7-6(9-7), 6-7(1-7), [10-6] |
| Individual Round Robin  | Caroline Garcia [8]                        | Caroline Wozniacki [6]                 | 0-6, 6-3, 7-5              |
| Individual Round Robin  | Elina Svitolina [4]                        | Simona Halep [1]                       | 6-3, 6-4                   |
| Dobles Cuartos de final | Yekaterina Makarova [2] Yelena Vesnina [2] | Gabriela Dabrowski [5] Xu Yifan [5]    | 6-1, 6-1                   |

### Día 7 (28 de octubre)
| Dobles Semifinales     | Tímea Babos [3] Andrea Hlaváčková [3] | Yung-Jan Chan [1] Martina Hingis [1]       | 6-4, 7-6(7-5)      |
| Individual Semifinales | Caroline Wozniacki [6]                | Karolína Plíšková] [3]                     | 7-6(11-9), 6-3     |
| Individual Semifinales | Venus Williams [5]                    | Caroline Garcia [8]                        | 6-7(3-7), 6-2, 6-3 |
| Dobles Semifinales     | Kiki Bertens [8] Johanna Larsson [8]  | Yekaterina Makarova [2] Yelena Vesnina [2] | 6-4, 6-3           |

## Finales

### Individuales
| Fecha    | Partido        | Partido | Partido            | Resultado |
| -------- | -------------- | ------- | ------------------ | --------- |
| 29.10.17 | Venus Williams | 0-2     | Caroline Wozniacki | 4-6, 4-6  |

### Dobles
| Fecha    | Partido                       | Partido | Partido                      | Resultado        |
| -------- | ----------------------------- | ------- | ---------------------------- | ---------------- |
| 29.10.17 | Tímea Babos Andrea Hlaváčková | 2-0     | Kiki Bertens Johanna Larsson | 4-6, 6-4, [10-5] |